# Blake Masters
Blake Masters (New York, 10 febbraio 1970) è uno scrittore, regista e produttore cinematografico statunitense di film e serie televisive.

## Biografia
È inoltre creatore della serie televisiva di Showtime Brotherhood - Legami di sangue, sviluppatore della serie televisiva della NBC Law & Order: LA, e co-produttore esecutivo ed autore della serie televisiva della NBC Crossbones.